# Raffaele Monti

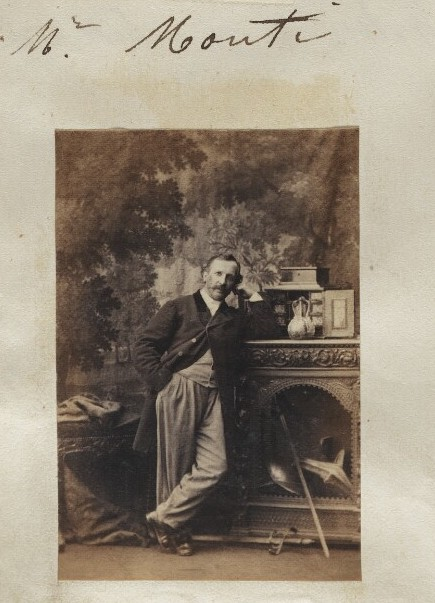
Raffaele Monti ritratto nel 1861

Raffaele Monti (Milano, 1818 – 16 ottobre 1881) è stato uno scultore e poeta italiano.

## Biografia
Nato a Milano (altre fonti indicano Iseo o Ticino) nel 1818 da Gaetano Matteo Monti, studia scultura nell'Imperiale Regia Accademia di Belle Arti a Milano col padre come mentore. Da giovanissimo vinse una medaglia d'oro per due gruppi esibiti nel 1838, chiamati Alessandro ammaestra Bucefalo e Aiace che difende il corpo di Patroclo, successivamente si affiliò alla scuola lombarda assieme a Pietro Magni e Vincenzo Vela, la quale tentava di reagire alla durezza del neoclassicismo allora in auge. Grazie alla medaglia che l'Accademia gli conferì venne invitato a Vienna, dove fu molto apprezzato e dove studiò 4 anni, per poi trasferirsi a Budapest per lavorare nel Museo nazionale ungherese sotto Ludwig Schaller. Tornò a Milano nel 1842. Tra il 1846 ed il 1847 si recò in Inghilterra, per la commissione de La vestale velata, ma tornò subito in Italia, spinto dai moti popolari: si arruolò e divenne ufficiale della Guardia Nazionale milanese. Percependo il fallimento dei moti rivoluzionari, nel 1848 decise di tornare in Inghilterra, dove visse il resto del suo tempo.
Stabilì uno studio in Great Marlborough Street al nº 45 e cominciò ad avere una serie di commissioni per monumenti funebri. Nel 1851 la Grande Esibizione organizzata nel Crystal Palace gli diede la possibilità di raggiungere una certa fama: esibì varie sue opere, come Eva dopo la caduta, Le pescatrici, Una schiava circassa al mercato di Costantinopoli, Angelica e Medoro, Innocenza e La Vestale velata. Quest'ultima fu largamente acclamata, ma fu Eva a vincere il premio. La sua capacità di ricreare figure velate come la Vergine vestale o la Schiava circassa creò attorno a lui una grande fama ed una grande richiesta. Esibì le proprie opere alla Royal Academy of Arts nel 1853, 1854 e 1860. Questa sua dote si esplicò nuovamente nel 1862, durante l'International Exhibition, con l'esibizione de La Notte.
Verso la fine della sua vita si interessò di galvanoplastica e lavorò presso la Elkington & Co., un'azienda di Birmingham. Le sue condizioni economiche, comunque, rimasero precarie e morì in indigenza.

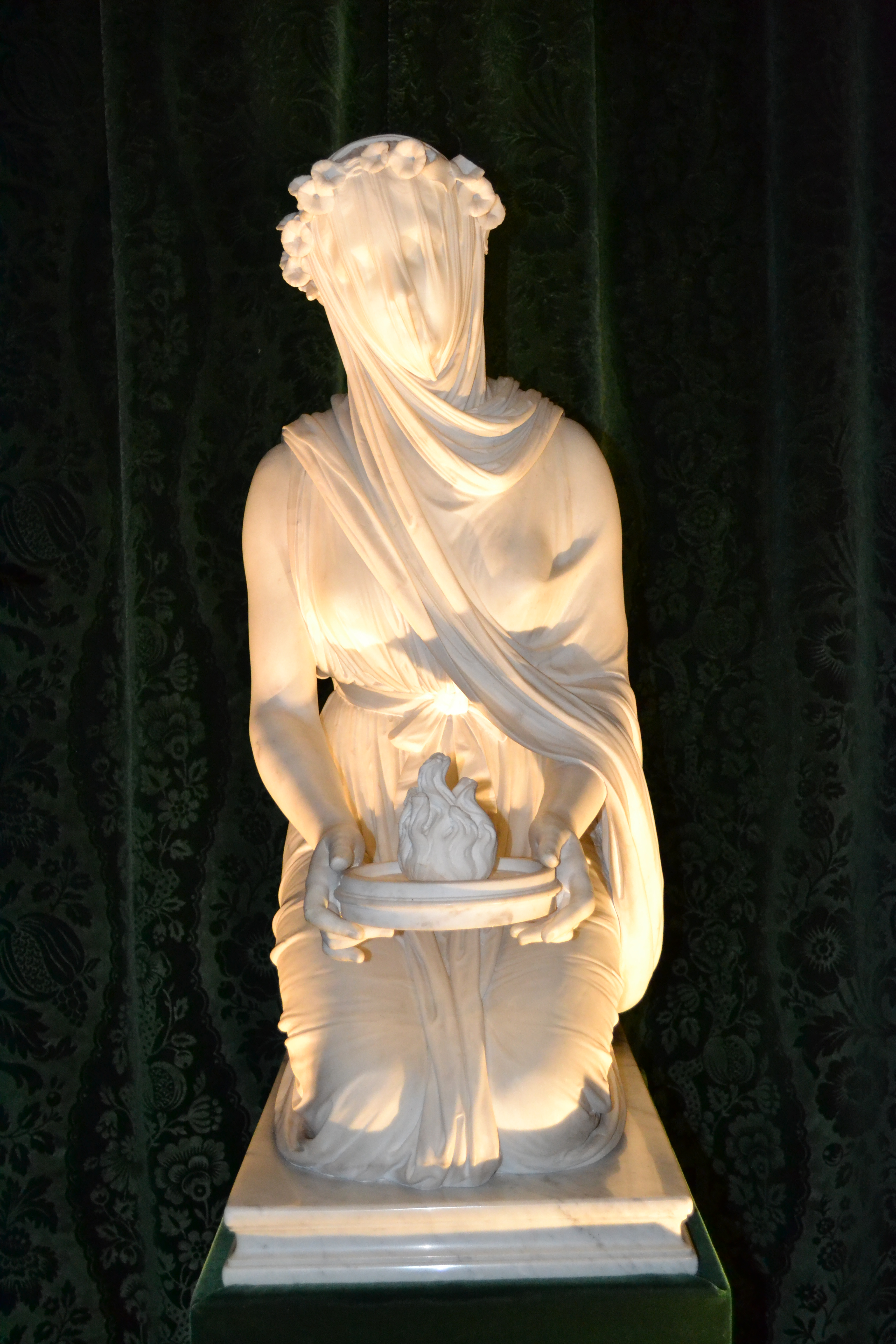
La vestale velata come rappresentata nella Chatsworth House.

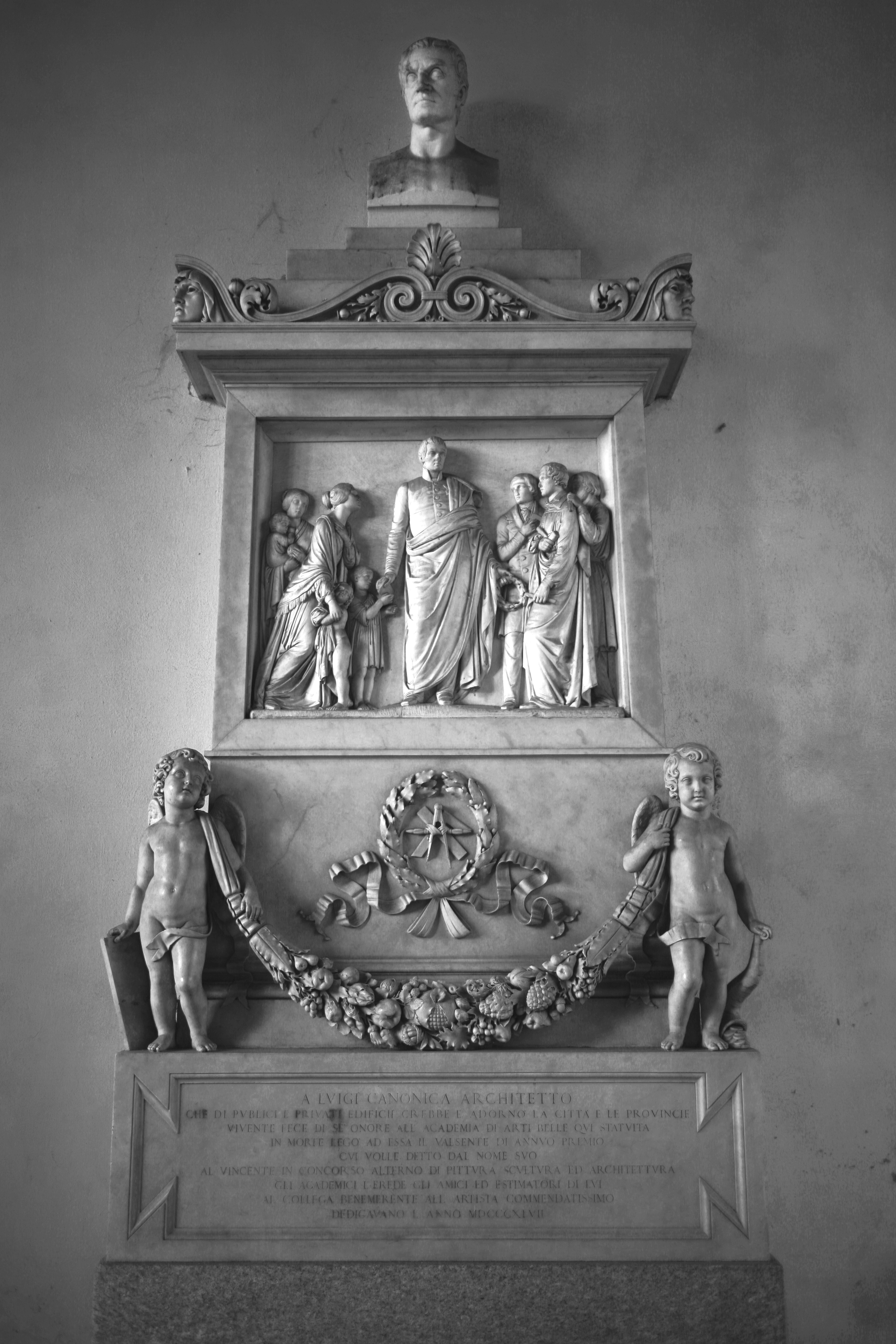
Il monumento al Canonica, Accademia di Brera, 1846-1847

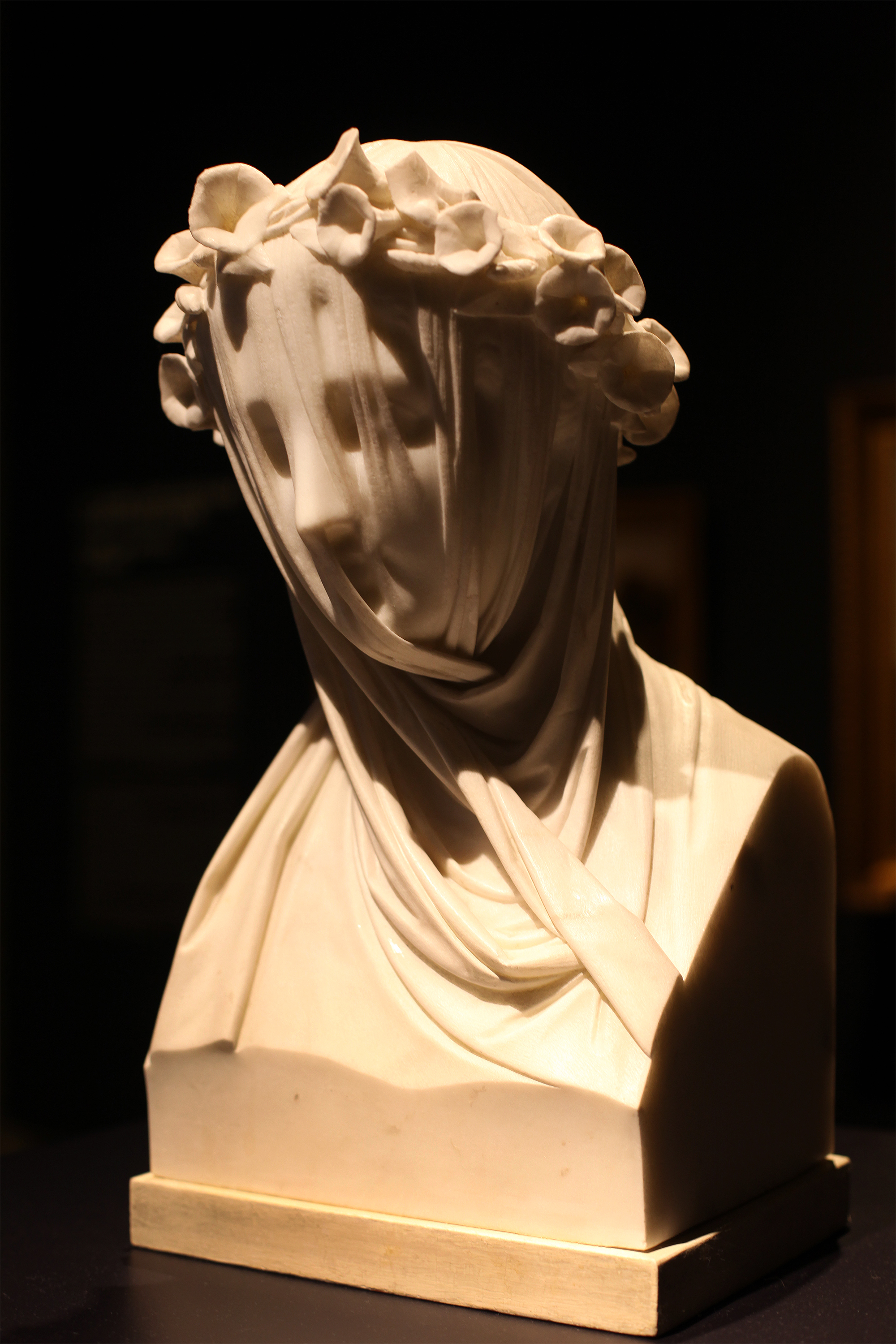
Dama velata (1845), Castello di Racconigi

## Opere
- Alessandro ammaestra Bucefalo, gruppo (1838, perduto).[1]
- Aiace che difende il corpo di Patroclo, gruppo (1838, perduto).[1]
- La dama velata (busto). Creata nel 1845, rappresenta un antecedente della successiva Vestale velata scolpita in Inghilterra. Attualmente è conservata nella Galleria di Eolo del Castello Reale di Racconigi.[6] Una copia creata nel 1860 circa è presente nel Minneapolis Institute of Arts.[7][8]
- Monumento onorario a Luigi Canonica. È conservato presso l'Accademia di Brera a Milano. L'opera è firmata R. Monti 1846, il monumento è datato 1847.[9]
- La vestale velata. Richiesta dal VI duca di Devonshire il 18 ottobre 1846 e consegnata nell'aprile del 1847, rappresenta una vestale col volto velato, inginocchiata e portante una fiamma. Venne esibita durante la Grande Esibizione del 1851 nel Crystal Palace[10] ed ottenne un enorme successo. L'Autore, comunque, la definiva "uno scherzo".[11] Dopo essere stata probabilmente esposta nella Chiswick House per molti anni, giunse, nel 1999, alla Chatsworth House, in cui è ora presente.[12] Nel 1861 la Crystal Palace Art Union, una compagnia privata ideata da Thomas Battam jnr. nel 1858, creò un busto basato sulla precedente opera; il suddetto busto divenne uno dei più famosi mai prodotti in marmo pario. Al momento esso è ospitato dal Fitzwilliam Museum.[10]
- Monumento funerario di Lady Barbara Ashley-Cooper. Scolpito nel 1848, di ispirazione gotica, presenta la defunta come un'addormentata protetta da due angeli custodi, vestita in modo neo-medievale. Si trova nella chiesa di St Nicholas, ad Hatherop.[13]
- Eva dopo la caduta, scolpita nel 1848 ed esibita nel 1851 nella Grande Esibizione, vinse una medaglia.[3][14] La statua originale è probabilmente perduta.[15]
- Schiava circassa nel mercato di Costantinopoli, 1851 ca., esposta al Crystal Palace durante la Grande Esibizione. La versione marmorea è andata perduta, mentre sono rimaste delle copie in piccola dimensione. Una di esse, probabilmente appartenente ad un gruppo di opere vendute direttamente da Raffaele Monti tramite Christie's il 22 giugno 1855,[1] ora è ospitata nel Wallace Collection.[16]
- Veritas, 1853, commissionata per il Crystal Palace, venne esposta la versione in intonaco, che andò distrutta nel 1936 nell'incendio dello stabile. La versione in marmo, invece, venne esibita nella Royal Academy of Arts, ma dal 1972 è proprietà del Museu António Medeiros e Almeida, a Lisbona.[17]
- Statue allegoriche, fontane decorative, vasi e tazze per la nuova sede del Crystal Palace, a Sydenham, a partire dal 1853.
- La donna velata, (1854). Un'altra versione della donna velata, ma scolpita nella sua interezza. Posseduta dal Metropolitan Museum of Art.[18]
- Statua di Padre Tamigi. Fu commissionata nel 1854 per il Crystal Palace. Dopo essere sopravvissuta all'incendio del 1936 ed aver cambiato varie volte residenza, è stata nel 1974 spostata presso il St. John's Lock, vicino alla città di Lechlade, dove tuttora risiede.[19]
- Statua di Charles Stewart, III marchese di Londonderry, commissionata nel 1854 dalla moglie del defunto, venne consegnata alla città il 2 dicembre 1861 e posta nella piazza del mercato di Durham.[20] Attualmente è la più grande statua creata con tecnica di galvanoplastica.[5] Una leggenda del luogo afferma che lo scultore si vantava di non aver commesso alcun errore, fino a quando un mendicante cieco notò che mancava la lingua all'interno della bocca del cavallo semplicemente tastando la cavità con la mano. Stando alla leggenda Raffaele Monti si sarebbe suicidato per il disonore.[20][21]
- Abbellimenti nella Great Hall del Mentmore Towers con l'aiuto di Joseph Paxton, 1857.[1]
- Ideazione e creazione del bassorilievo sopra il proscenio della Royal Opera House, 1858.[1][22]
- Il sonno del dolore e il sogno della gioia. Scolpita nel 1861, fu esibita durante la International Exhibition di Londra del 1862. Dopo essere passata per mani private venne esibita per il centenario della Grande Esibizione (1962)[1], quindi nel 1964 venne acquistata da parte del Victoria and Albert Museum ed ora è conservata nella sezione British Galleries, room 122, case 7. Si pensa possa rappresentare gli sconvolgimenti nazionali italiani di quel periodo.[5]
- La Notte, statuetta in porcellana che imita il marmo pario, ideata nel 1862 e prodotta dalla Copeland and sons per la International Exhibition di Londra. Una versione prodotta nel 1873, sempre dalla Copeland, per la Esibizione Internazionale di Vienna del 1873 è presente nel Victoria and Albert Museum, sezione Making Ceramics, room 143, case 3, shelf 1.[23] Un esemplare del 1862, invece, è ospitato dal Dahesh Museum of Art.[24]
- La Mattina, statuetta come La Notte, ma probabilmente perduta.[24]
- Progetto di centrotavola placcato d'argento per la Mansion House. Il progetto venne respinto e quindi mai realizzato (1863).[1]
- Donna velata (attribuita). Scolpita in epoca sconosciuta, attualmente è in vendita per 12.000-18.000 sterline.[25] Un'altra versione (ca. 1860) appartenente alla collezione privata di Hannah Gluckstein è stata venduta il 24 febbraio 2000 per 21.850 sterline.[4][25]

## Curiosità
L'opera La vestale velata compare nel film Orgoglio e Pregiudizio del 2005.